# Mns Cut Langien
Mns Cut Langien is een bestuurslaag in het regentschap Pidie Jaya van de provincie Atjeh, Indonesië. Mns Cut Langien telt 515 inwoners (volkstelling 2010).